# Carlow
Carlow (irisch Ceatharlach ‚Platz der Rinder‘) ist eine Stadt im Südosten der Republik Irland und der Verwaltungssitz des gleichnamigen Countys. Carlow ist auch die größte Stadt des Countys; ihre Einwohnerzahl wurde beim Census 2022 mit 16.150 Personen ermittelt.
Die Stadt wird in dem irischen Folksong Follow Me Up to Carlow besungen.

## Lage
Carlow liegt im Nordwesten seines Countys am River Barrow, der hier zugleich die Grenze zum County Laois bildet.
Von der irischen Hauptstadt Dublin ist Carlow 84 km in südwestlicher Richtung entfernt. Die Autobahn M9 führt seit einigen Jahren östlich an Carlow vorbei. Sie ersetzt die ehemalige N9 von Dublin nach Waterford, die seither zu einer Regionalstraße herabgestuft ist. Ebenfalls liegt es an der N80 von Tullamore über Port Laoise nach Enniscorthy, mit Anschluss auf der N11 nach Wexford und weiter nach Rosslare Harbour.
An das Bahnnetz ist Carlow durch die Linie von Dublin (Heuston Station) nach Kilkenny und weiter nach Waterford angeschlossen.

## Geschichte
Die Geschichte Carlows reicht bis in die Jungsteinzeit zurück. Die Stadt beherbergt viele Megalithgräber, von denen das berühmteste der Browneshill-Dolmen ist, der drei Kilometer vom Stadtzentrum entfernt liegt. Die Grabplatte ist die größte in Europa. Ihr Gewicht wurde auf 100 Tonnen geschätzt. Browneshill–Dolmen ist von internationaler Bedeutung und für den lokalen Tourismus von besonderer Wichtigkeit.
Im Jahr 1361 wurde das Finanzministerium unter der Leitung des Herzogs von Clarence, dem Sohn von Edward III., von Dublin nach Carlow verlegt. Er errichtete eine Mauer um die Stadt, doch die anhaltenden Angriffe der Kavanaghs von Leinster sorgten dafür, dass das Ministerium einige Zeit später wieder nach Dublin verlegt wurde. Carlow war stets von Angriffen der Kavanaghs im Süden und der Moores in Laois bedroht. Während der Herrschaft von Heinrich VIII kam es im Jahr 1534 zu einer Invasion durch Lord Thomas Fitzgerald (Silken Thomas).
Die anglo-normannische Epoche hinterließ ihre Spuren in Form von Carlow Castle, das zwischen 1207 und 1213 von William Marshal, 1. Earl of Pembroke und Lord of Leinster erbaut wurde. Die Burg bestand bis 1814, als ein Versuch, sie in ein Asyl umzuwandeln, zu ihrer fast vollständigen Zerstörung führte. Im siebzehnten Jahrhundert stand Carlow unter der Kontrolle der Grafen von Desmond, wobei Leighlinbridge die wichtigste Verbindung zum Süden Irlands und nach Munster darstellte. Während des 18. Jahrhunderts florierte Carlow als blühende Marktstadt, die ein reiches landwirtschaftliches Hinterland bediente.

Mit dem Ausbruch der Rebellion im Jahr 1798 befand sich Carlow jedoch erneut im Krieg, was zu einem Massaker an 600 United Irishmen durch die Briten führte. Die Leichen wurden in einer Grube auf der anderen Seite des River Barrow in Graiguecullen begraben. Man nannte es das „Croppies-Grave“. Hundert Jahre später wurde eine Gedenkstätte errichtet, die bis heute besteht.

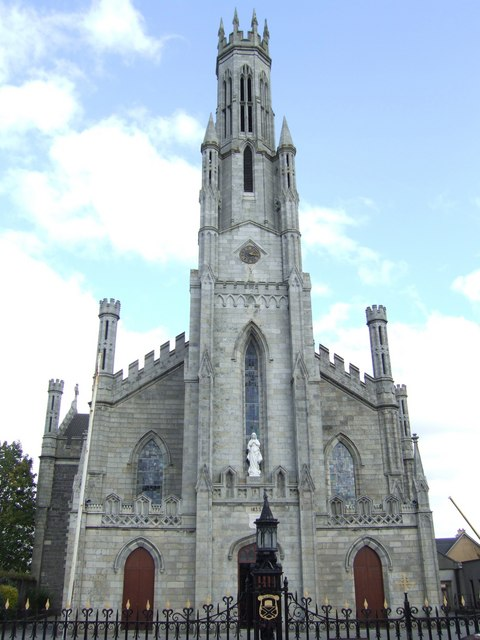
Cathedral of the Assumption, Carlow

## Religion
Carlow ist Sitz des römisch-katholischen Bistums Kildare und Leighlin. Die Bischofskirche Cathedral of the Assumption wurde von 1828 bis 1833 errichtet.

## Städtepartnerschaften
Carlow hat Städtepartnerschaften geschlossen 1982 mit Dole in Burgund (Frankreich) und 1998 mit Tempe (Arizona) (USA).

## Sehenswürdigkeiten
- Im Ort, am Ufer des Barrow, steht die Ruine des Carlow Castle.
- Der Browneshill-Dolmen (auch Kernanstown Portal Tomb) ist ein neolithisches Portal Tomb, das etwa drei Kilometer östlich von Carlow liegt.
- Circa 5 km westlich liegt in Killeshin eine Kirchenruine mit einem kunstvollen irisch-romanischen Torbogen.

## Persönlichkeiten
- Saoirse Ronan (* 1994), Schauspielerin, wuchs in Carlow auf

### Ehrenbürger
- Helmut Läpple (1916–2005), Unternehmer (verliehen 1998)

### In Carlow geboren
- William Desmond Taylor (1872–1922), US-amerikanischer Filmregisseur und Schauspieler
- John O’Byrne (1884–1954), Rechtsanwalt, zweiter Generalstaatsanwalt Irlands und Richter am High Court und am Supreme Court
- Yvonne Barr (1932–2016), Virologin, Mitentdeckerin des Epstein-Barr-Virus
- Patrick Walker (* 1959), Fußballspieler und -trainer
- Cynthia Ní Mhurchú (* 1966), Moderatorin, Barrister
- Paul Dempsey (* 1971), römisch-katholischer Weihbischof in Dublin
- Sean O’Brien (* 1987), Rugby-Union-Spieler
- Steve Lennon (* 1993), Dartspieler
- Marcus Lawler (* 1995), Sprinter